# Yair Marín
Yair Emanuel Marín (Viale, Provincia de Entre Ríos, Argentina; 31 de enero de 1990) es un futbolista argentino. Juega de defensor y su equipo actual es Cipolletti.

## Trayectoria
Surgió de Arsenal de Viale, y luego pasó por Viale FBC. En 2010, se unió a las inferiores de San Lorenzo de Almagro donde llegó a marcar un gol para la reserva. Debutó en primera y luego de un pase caído a Portugal llegó a Atlético Palmira, Federal A. Al tiempo  En 2015, se incorporó a Gimnasia y Esgrima de Mendoza para ascender dos veces a la  Primera B Nacional 2014/2016. Luego de su paso por Gimnasia y Esgrima de Mendoza subió de categoría con Temperley donde fue tenido muy poco en cuenta y vuelve a Mendoza para desempeñarse como jugador en el Club Sportivo Independiente Rivadavia en donde llegó a jugar la final por el ascenso a primera. En el año 2021 post pandemia aterriza en Chaco For Ever donde logró consolidarse con el ascenso a primera (2021). Actualmente juega en Cipolletti.

## Clubes
| Club                    | País      | Año       |
| ----------------------- | --------- | --------- |
| El Porvenir             | Argentina | 2011-2013 |
| Atlético Palmira        | Argentina | 2013-2014 |
| Gimnasia y Esgrima (M)  | Argentina | 2015-2018 |
| Temperley               | Argentina | 2018-2019 |
| Independiente Rivadavia | Argentina | 2019-2021 |
| Chaco For Ever          | Argentina | 2021-2023 |
| Atlético San Martín     | Argentina | 2024      |
| Unión San Felipe        | Chile     | 2024-Act. |

## Palmarés

### Otros logros
- Ascenso a la Primera B Nacional con Gimnasia de Mendoza en el Torneo Federal A 2014-15.

|  |

- Ascenso a la Primera B Nacional con Gimnasia de Mendoza en el Torneo Federal A 2017-18.

|}
- Ascenso a la Primera B Nacional con Chaco For Ever en el Torneo Federal A 2021-22.

|  |